# Ди Витторио, Джузеппе
Джузеппе Ди Витторио (итал. Giuseppe Di Vittorio, 11 августа 1892 — 3 ноября 1957) — итальянский общественный и политический деятель левого толка, руководитель Всеобщей итальянской конфедерации труда и влиятельный деятель рабочего движения после Первой мировой войны. Одна из ведущих фигур Всемирной федерации профсоюзов.

## Биография

### Активист-синдикалист
Родился в Апулии в бедной семье крестьян-подёнщиков, с юности в результате смерти отца был вынужден оставить школу и трудиться батраком. Став самоучкой, активно включился в социалистическое движение. Участвовал во всеобщей забастовке мая 1904 года.
Присоединился к Федерации социалистической молодёжи, руководимую революционными синдикалистами в противовес официозной Федерации молодёжи Итальянской социалистической партии. В 1908 году в 15-летнем возрасте вступил в молодёжный кружок социалистов в родной Чериньоле; был членом ИСП до 1923 года.
В 1911 году возглавил профсоюзную ячейку в Минервино-Мурдже, а затем в Бари. После образования анархо-синдикалистского профобъединения Итальянский синдикальный союз стал одним из его руководителей. Однако в отличие от большинства товарищей по профсоюзу, выступавших против милитаризма и участия Италии в Первой мировой войне, он поддержал её из ирредентистских соображений и попал на фронт, где был тяжело ранен.
В 1919‒1925 годах руководил забастовочной и антифашистской борьбой в Апулии. В 1921 году был арестован, но уже в заключении на парламентских выборах того же года был избран депутатом от Итальянской социалистической партии и в связи с этим освобождён из тюрьмы.

### Коммунист и антифашист
Учитывая, что ИСП раскололась на съезде в Ливорно, в 1924 году перешёл в Итальянскую коммунистическую партию и был избран в парламент уже по её списку. Для противодействия подъёму Бенито Муссолини и фашистов вступил в антифашистскую организацию Народные смельчаки.
В 1925 году из-за установления в Италии фашистской диктатуры был приговорён фашистским специальным трибуналом к 20 годам заключения, но в 1926 году сумел бежать во Францию. В Париже под именем Марио Николетти оказался в числе руководителей итальянской антифашистской эмиграции и восстановил функционирование распущенной в фашистской Италии Всеобщей конфедерации труда, которую привёл в состав Профинтерна. В 1928—1930 годах проживал в СССР, представляя ВКТ в Профинтерне и Крестинтерне. В этот период возникли его первые разногласия с диктуемой из Кремля политикой партии, а именно сталинской концепцией «социал-фашизма». Поэтому Ди Витторио выступил против попытки ставить знак равенства между фашизмом и социал-демократией.
Затем вернулся в Париж, где с 1930 года вошёл в состав Политбюро Центрального комитета Итальянской коммунистической партии, а с 1931 руководил деятельностью подпольного центра Всеобщей конфедерации труда в Италии. Во время Второй итало-эфиопской войны по предложению Коминтерна он отправил в Эфиопию группу из трёх коммунистов, включая Илио Баронтини, с задачей организовать местную партизанскую борьбу против фашистского вторжения.
Во время Гражданской войны в Испании сражался на стороне республиканцев, в 1936‒1937 годах был политическим комиссаром XI Интернациональной бригады. В 1938 во Франции редактировал антифашистскую газету итальянских эмигрантов «Воче дельи итальяни» («La Voce degli italiani»). В феврале 1940 года был арестован, в июле 1941 года передан итальянским фашистским властям, сославшим его на остров Вентотене. После падения фашистской диктатуры освобождён партизанами в августе 1943 года и до конца войны активно участвовал в Движении Сопротивления: в августе 1943 ‒ мае 1944 годах был членом Центрального комитета национального освобождения.

### После Второй мировой войны

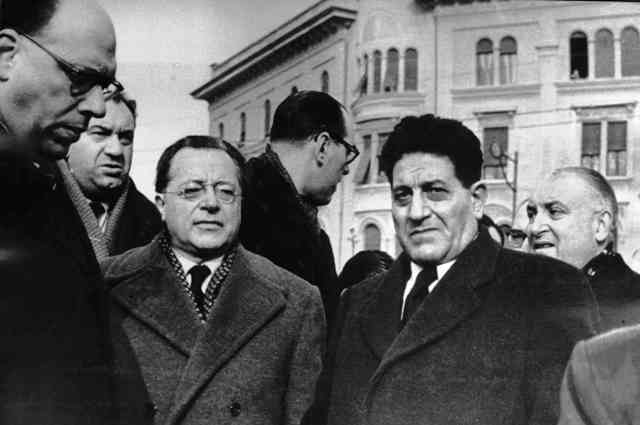
Пальмиро Тольятти и Ди Витторио на похоронах жертв бойни 9 января 1950 года в Модене, когда при разгоне протестующих рабочих полиция убила 6 человек и ранила ещё 200.

После Второй мировой войны — один из создателей Всеобщей итальянской конфедерации труда (ВИКТ), в 1944‒1947 годах бывший одним из, а с 1947 года единственным генеральным секретарём ВИКТ. Параллельно с 1945 года член Исполкома Всемирной федерации профсоюзов (ВФП), в 1945‒1949 вице-председатель ВФП, в 1949‒1957 председатель ВФП.
На всеобщих выборах в Италии 1946 года он был избран в Учредительное собрание как член Итальянской коммунистической партии (ИКП), а позднее был переизбран в качестве депутата на парламентских выборах в Италии 1948 года.
Хотя ВИКТ изначально задумывалась как объединение всех течений антифашистского профсоюзного движения (коммунистического, социалистического, христианско-демократического и анархо-синдикалистского), с началом холодной войны и распадом союза между основными антифашистскими партиями организация столкнулась с внутренними разногласиями. Уже в 1948 году она раскололась после всеобщей стачки, вызванной покушением на лидера ИКП Пальмиро Тольятти. Сперва откололись христианские демократы (Итальянская конфедерация профсоюзов трудящихся), а в 1950 — социал-демократы (Итальянский союз труда). Впрочем, большинство — коммунисты и социалисты — остались под началом Ди Витторио.
Под впечатлением от подавления советскими войсками Венгерского восстания 1956 года обострились разногласия и среди оставшихся членов ВИКТ, всё ещё крупнейшего профцентра страны. Из-за заявлений ВИКТ о поддержке венгерских повстанцев Ди Витторио столкнулся с Тольятти и давлением со стороны верхушки ИКП, требующей отказаться от этих заявлений. В конфиденциальной беседе (о которой годы спустя сообщил Антонио Джолитти) Ди Витторио воскликнул: «Красная Армия расстреливает рабочих социалистической страны! Это недопустимо! Это кровожадные режимы! Банда убийц!». В письме, направленном в секретариат ЦК КПСС 30 октября 1956 года, Тольятти докладывал в Москву: «… есть те, кто обвиняет руководство нашей партии в том, что оно не заняло позицию в защиту Будапештского восстания… Эти группы требуют смены всего руководства нашей партии и считают, что Ди Витторио должен стать новым лидером партии».
Тем не менее, Ди Витторио продолжал возглавлять ВИКТ до своей смерти от сердечного приступа в 1957 году. К тому моменту в 1948 году у него случился первый сердечный инфаркт, а в 1956 году — второй.